# Daira
La dàïra (àrab: دائرة, dā'ira) o daerah, al sud-est d'Àsia, és una unitat administrativa territorial utilitzada principalment a Algèria, Tunísia i als territoris controlats per la República Sahrauí, així com a Brunei, Indonèsia i Malàisia. Tot i que literalment, en àrab, significa ‘cercle’, es pot traduir com ‘districte’.

## Nord d'Àfrica

### Daïresd'Algèria
La daïra algeriana es una subdivisió de la wilaya.

### Dairesde la República Sahrauí
Els refugiats sahrauís de la zona de Tindouf es troben distribuïts en quatre assentaments denominats wilaies (Al-Aaiun, Smara, Auserd i Dakhla). Cada wilaia consta de cinc o sis petits nuclis de població formats per tendes de campanya (khaimes) i construccions de fang. Aquests nuclis es denominen daires i, com les wilaies, prenen el nom de les ciutats del territori ocupat pel Marroc. Les escoles, hospitals, centres de formació i de cultura situats en el centre dels campaments són construccions més sòlides.
Les daires sahrauís queden repartides de la següent forma: 
- Al-Aaiun: Hagunia, Amgala, Daora, Bucra, Edchera i Guelta.
- Smara: Hauza, Ejdairia, Farsia, Mahbes, Bir Lahlú i Tifariti.
- Auserd: Agüeinit, Zug, Mijec, Bir Guenduz, Güera i Tichla.
- Dakhla: Khraifia, Argub, Mdreiga, Bojador, Glaibat el Fula, Ain Beida i Bir Enzaran.

### Dàïresde Tunísia
La dàïra o districte a Tunísia és el tercer nivell de la seva divisió administrativa. Les municipalitats o baladiyyes molt grans o amb una gran superfície es divideixen en districtes. A 31 de desembre de 2012 el nombre de dàïres o districtes era de 141, pertanyents a 42 municipalitats o baladiyyes.

## Sud-est d'Àsia
Al sud-est d'Àsia les dàïres són anomenades daerah.

### Brunei
Una daerah o districte is una divisió territorial de primer nivell a Brunei. Hi ha quatre daerah, anomenades Belait, Brunei-Muara, Temburong and Tutong. La daerah es subdivideix en mukims, equivalent a subdistrictes, i després en pobles (kampung).

### Indonèsia
A Indonèsia, el terma daerah s'empra en l'expressió daerah istimewa, usada per referir-se a les Regions Especials o províncies amb estatus específic. Hi ha cinc Regions Especials: Aceh, Jakarta, Yogyakarta, Papua i Papua Occidental.

### Malàisia
Una daerah o districte és una divisió administrativa territorial de Malàisia. A la Malàisia peninsular és una divisió de primer nivell, mentre que a Sabah i Sarawak, al Borneo malai, ho és de segon nivell, per sota de les divisions. En ambdós casos, la daerah es pot subdividir en mukims.